# Массанаттен (Вірджинія)
Массанаттен (англ. Massanutten) — переписна місцевість (CDP) в США, в окрузі Рокінгем штату Вірджинія. Населення — 2164 особи (2020).

## Географія
Массанаттен розташований за координатами 38°24′40″ пн. ш. 78°43′40″ зх. д. / 38.41111° пн. ш. 78.72778° зх. д. (38.411082, -78.727898).  За даними Бюро перепису населення США в 2010 році переписна місцевість мала площу 25,74 км², з яких 25,68 км² — суходіл та 0,06 км² — водойми.

## Демографія
Згідно з переписом 2010 року, у переписній місцевості мешкала 2291 особа в 884 домогосподарствах у складі 676 родин. Густота населення становила 89 осіб/км².  Було 2692 помешкання (105/км²).
Расовий склад населення:
| - 96,1 % — білих - 1,2 % — чорних або афроамериканців - 0,6 % — азіатів |

До двох чи більше рас належало 1,7 %. Частка іспаномовних становила 3,1 % від усіх жителів.
За віковим діапазоном населення розподілялося таким чином: 25,3 % — особи молодші 18 років, 61,6 % — особи у віці 18—64 років, 13,1 % — особи у віці 65 років та старші. Медіана віку мешканця становила 41,2 року. На 100 осіб жіночої статі у переписній місцевості припадало 94,3 чоловіків;  на 100 жінок у віці від 18 років та старших — 98,1 чоловіків також старших 18 років.
Середній дохід на одне домашнє господарство  становив 153 901 долар США (медіана — 80 774), а середній дохід на одну сім'ю — 163 219 доларів (медіана — 85 677). Медіана доходів становила 60 962 долари для чоловіків та 39 444 долари для жінок. За межею бідності перебувало 7,4 % осіб, у тому числі 20,9 % дітей у віці до 18 років та 0,0 % осіб у віці 65 років та старших.
Цивільне працевлаштоване населення становило 1301 осіб. Основні галузі зайнятості: освіта, охорона здоров'я та соціальна допомога — 33,8 %, виробництво — 15,0 %, мистецтво, розваги та відпочинок — 13,5 %.